# Evergestis buckwelli
Evergestis buckwelli là một loài bướm đêm trong họ Crambidae.